# Vyg
La Vyg (russe : Выг, finnois : Uikujoki) est une rivière qui traverse le territoire de la république de Carélie en Russie,
Elle prend sa source dans le raïon de Poudoj et s'écoule dans la mer Blanche.

## Généralités
La rivière Vyg se compose de deux parties : le Haut-Vyg qui coule du lac Berkhotinny (Верхотинное, dans le registre d'État des eaux russe — Государственный водный реестр — la source du Vyg est indiquée à tort comme le lac Egozero, Егозеро), se jette dans le Vygozero ; le Bas-Vyg s'écoule du Vygozero, se jette dans la baie d'Onega de la mer Blanche, en deux branches, près de la ville de Belomorsk.
La longueur du Haut-Vyg est de 135 km, celle du Bas-Vyg est de 102 km, le bassin versant est de 27 100 km². Le Haut-Vyg se trouve dans une zone humide, traversant un système de petits lacs. Consommation d'eau du Haut-Vyg - 267 m³/s (localité de Vorojgora, Ворожгора).
Le cours du Bas-Vyg est réglementé et fait partie du canal de la mer Blanche.
Le nom vient probablement du norvégien « vug » - dépression, plaine.
Près de l'embouchure du Vyg, les Pétroglyphes de Belomorsk ont été trouvés. Il convient de noter l'importance exceptionnelle du Vyg - à la fois dans l'antiquité et dans les temps modernes - en tant que voie de transport de la mer Blanche au lac Onega et, par conséquent, en tant que continuation de la route autour du nord de l'Europe.

## Affluents
- 6 km : ruisseau Chilos (ru) (Шилос)
- 18 km : ruisseau Taïguinskii (Тайгиницкий)
- 23 km : Raïroutcheï (Райручей)
- 25 km : rivière Pala (noire) (Пала (Чёрная))
- 27 km : rivière Ovyt/Ovot (Овыть/Овоть)
- 35 km : rivière Chelta (Шелта)
- 39 km : rivière Beriozovka (Берёзовка)
- 43 km : rivière Sosnkovka (Сосновка)
- 50 km : canal Splavnaïa (Сплавная канава)
- 54 km : rivière Mandrika (Мандрика)
- 61 km : rivière Nava (Нава)
- 63 km : rivière Leksa/Lekcha (Лекса/Лекша)
- 72 km : rivière Kovja (Ковжа)
- 79 km : rivière Elotozerka (Елотозерка)
- 84 km : rivière Smolnaïa (Смольная)
- 87 km : rivière Kounoksa/Kounas (Кунокса/Кунас)
- 91 km : rivière Gloubokaïa (Глубокая)
- 101 km : rivière Toroma (Торома)
- 102 km : rivière Ikcha (Икша)
- 112 km : rivière Oumba ou Grande Oumba (Умба/Большая Умба)
- 116 km : rivière Ianga (Яньга/Янга)
- 120 km : rivière Filimonovka ou Grande Filimonovka (Филимоновка/Большая Филимоновка)